# Río Paluxy

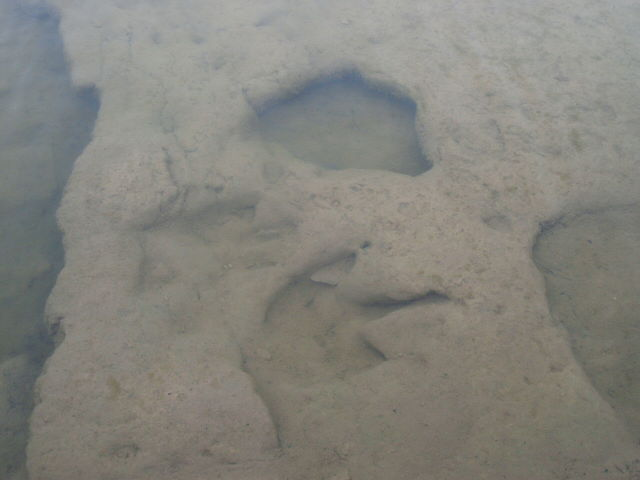
Huellas de Dinosaurio en el Río Paluxy

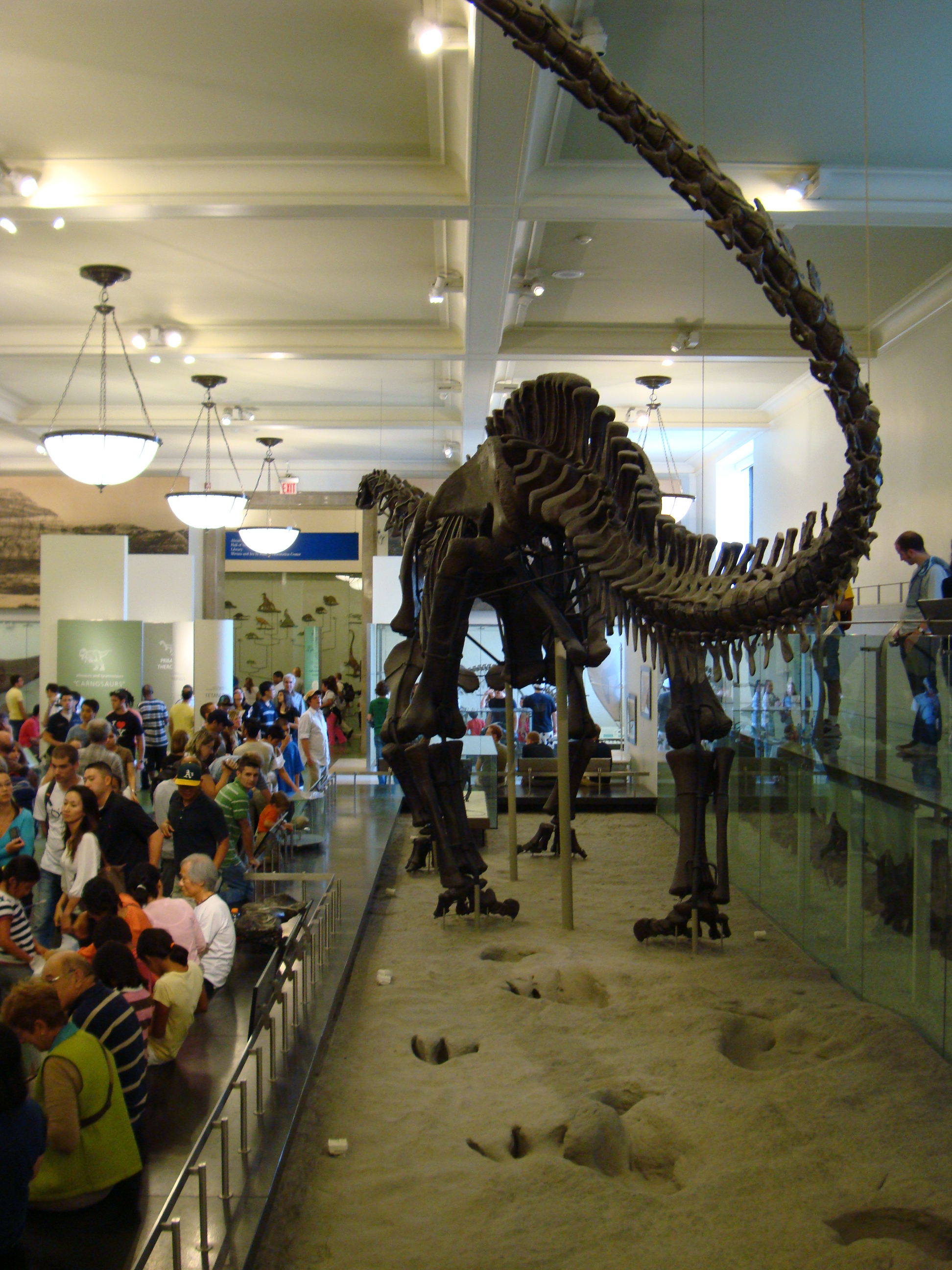
Huellas de terópodos y saurópodos en Glen Rose, en el trasfondo se ve el montaje de un Apatosaurus

El Paluxy es un río en el estado norteamericano de Texas, es un tributario del Río Brazos. El Paluxy se forma por la convergencia del Río Paluxy del Norte y el Río Paluxy del Sur cerca a Bluff Dale en el Condado de Erath y fluye una distancia de 29 millas (46,7 km) antes de desembocar en el Brazos al este de Glen Rose.
El Paluxy es más conocido por las numerosas huellas de dinosaurios encontradas en su lecho cerca a la Formación Glen Rose en el Parque Estatal del Valle del Dinosaurio, viniendo a ser famoso por la controversia ocurrida en los años 1930, cuando supuestamente fueron halladas huellas de dinosaurios y huellas humanas en la misma capa rocosa en la Formación Glen Rose, este hallazgo fue publicitado de manera amplia como evidencia en contra de la escala de tiempo geológico y a favor de la postura Creacionismo de la tierra joven. Sin embargo, se ha determinado que estas anacrónicas huellas "humanas" son interpretaciones erróneas. La familia de George Adams, considerado como el primer hombre en proclamar el hallazgo, posteriormente admitió que todo fue un fraude. "Mi abuelo era un muy buen escultor", dijo Zana Douglas, miembro de la familia Adams quien encontró muchas de las huellas de dinosaurio verdaderas halladas en Glen Rose. Ella explicó que durante la Gran Depresión, los residentes de Glen Rose hacían dinero con la elaboración de un licor ilícito conocido como moonshine y con la venta de fósiles de dinosaurios. Los fósiles eran vendidos por $ 15 a $ 30 y cuando la oferta disminuyó, George Adams, el abuelo de Zana, "simplemente talló más, algunos con huellas humanas en su superficie".